# 平生幹部交番
平生幹部交番（ひらおかんぶこうばん）は、山口県柳井警察署管内の主要交番。かつては平生警察署という独立した警察署であった。

## 所在地
- 熊毛郡平生町大字平生町197-18

## 管轄区域
- 熊毛郡上関町
- 熊毛郡田布施町
- 熊毛郡平生町

## 沿革
- 1887年5月7日 熊毛郡平生村（当時）に室積警察署の巡査派出所が設置される。
- 1888年1月28日 室積警察署室津分署と合併し、室積警察署平生分署に改組する。
- 1893年11月30日 平生警察分署に改称する。
- 1909年1月1日 平生警察署になる。
- 1948年3月7日 国家地方警察熊毛地区警察署に改称する。
- 1954年7月1日 山口県平生警察署になる。
- 2009年4月1日 柳井警察署に統合され、平生幹部交番に移行。

## 交番
- 田布施交番（熊毛郡田布施町下田布施）

## 駐在所
- 祝島駐在所（熊毛郡上関町祝島）
- 麻郷（おごう）駐在所（熊毛郡田布施町麻郷）
- 上関駐在所（熊毛郡上関町長島）
- 佐賀駐在所（熊毛郡平生町佐賀）
- 城南駐在所（熊毛郡田布施町宿井）
- 麻里府駐在所（熊毛郡田布施町別府）
- 室津駐在所（熊毛郡上関町室津）